# Benicasim
Benicasim (valencijskou katalánštinou Benicàssim, arabsky بنو قاسم vzhledem k nálezům mincí) je španělské město v provincii Castellón a v autonomním společenství Valencie. Je součástí comarcy Plana Alta a leží na pobřeží Costa del Azahar, 14 km od Castellón de la Plana. Žije zde přibližně 20 tisíc obyvatel.
Hlavní příjmy města plynou z turistického ruchu. Odehrává se zde Festival Internacional de Benicàssim, který je jedním z nejdůležitějších festivalů indie hudby v Evropě.